# Mistrovství světa juniorů v ledním hokeji 1995
Mistrovství světa juniorů v ledním hokeji 1995 se konalo 26. prosince 1994 až 4. ledna 1995 v kanadských městech Red Deer, Calgary a Edmonton.
Kvůli rozšíření příštího ročníku na deset účastníků nikdo nesestupoval.

## Pořadí
| pozice | Tým      | Z | GS | GI | B  |
| ------ | -------- | - | -- | -- | -- |
| 1.     | Kanada   | 7 | 49 | 22 | 14 |
| 2.     | Rusko    | 7 | 36 | 24 | 10 |
| 3.     | Švédsko  | 7 | 35 | 21 | 9  |
| 4.     | Finsko   | 7 | 29 | 26 | 7  |
| 5.     | USA      | 7 | 28 | 33 | 6  |
| 6.     | Česko    | 7 | 43 | 26 | 6  |
| 7.     | Německo  | 7 | 17 | 55 | 2  |
| 8.     | Ukrajina | 7 | 12 | 42 | 2  |

## Výsledky
26.12.1994

Kanada – Ukrajina 7:1 (1:0, 4:1, 2:0)

Švédsko – Německo 10:2 (2:0, 5:1, 3:1)

Česko – Finsko 3:0 (1:0, 0:0, 2:0)

USA – Rusko 4:3 (0:0, 4:0, 0:3)

27.12.1994

Kanada – Německo 9:1 (2:0, 6:1, 1:0)

Rusko – Česko 4:3 (1:2, 2:0, 1:1)

Finsko – Ukrajina 6:2 (2:0, 4:1, 0:1)

Švédsko – USA 4:2 (1:1, 0:0, 3:1)

29.12.1994

Kanada – USA 8:3 (4:0, 3:1, 1:2)

Švédsko – Česko 4:3 (0:1, 2:2, 2:0)

Rusko – Ukrajina 4:2 (2:1, 2:1, 0:0)

Finsko – Německo 7:1 (3:1, 2:0, 2:0)

30.12.1994

Kanada – Česko 7:5 (1:1, 3:4, 3:0)

Švédsko – Ukrajina 7:1 (1:1, 4:0, 2:0)

Rusko – Německo 8:1 (2:1, 4:0, 2:0)

Finsko – USA 7:5 (1:0, 1:3, 5:2)

1.1.1995

Kanada – Finsko 6:4 (1:0, 3:3, 2:1)

Rusko – Švédsko 6:4 (1:1, 3:3, 2:0)

Česko – Ukrajina 10:1 (6:1, 2:0, 2:0)

USA – Německo 5:3 (3:1, 0:1, 2:1)

2.1.1995

Kanada – Rusko 8:5 (2:1, 3:2, 3:2)

Švédsko – Finsko 3:3 (1:0, 2:1, 0:2)

Česko – Německo 14:3 (2:1, 9:1, 3:1)

Ukrajina – USA 3:2 (1:2, 1:0, 1:0)

4.1.1995

Kanada – Švédsko 4:3 (3:1, 0:0, 1:2)

Rusko – Finsko 6:2 (1:2, 2:0, 3:0)

Německo – Ukrajina 6:2 (2:0, 3:2, 1:0)

USA – Česko 7:5 (1:3, 5:2, 1:0)

## Soupisky
Kanada
Brankáři: Dan Cloutier, Jamie Storr

Obránci: Chad Allan, Nolan Baumgartner, Ed Jovanovski, Bryan McCabe, Wade Redden, Jamie Rivers, Lee Sorochan

Útočníci: Jason Allison, Jason Botterill, Shean Donovan, Larry Courville, Alexandre Daigle, Éric Dazé, Jeff Friesen, Todd Harvey, Marty Murray, Jeff O'Neill, Denis Pederson, Ryan Smyth, Darcy Tucker.
  Rusko 
Brankáři: Denis Kuzmenko, Jevgenij Tarasov

Obránci: Artem Anisimov, Ruslan Batyršin, Vladimir Čebaturkin, Anvar Gatijatulin, Sergej Gusev, Michail Ochotnikov, Sergej Vyšedkevič

Útočníci: Alexandr Bojkov, Pavel Bojčenko, Vadim Epančicev, Alexandr Charlamov, Vitalij Jachmeněv, Dmitrij Klevakin, Alexandr Koroljuk, Igor Meljakov, Sergej Morozov, Ramil Sajfulin, Vadim Šarifjanov, Ilja Vorobjev, Nikolaj Zaravuchin.
  Švédsko 
Brankáři: Jonas Forsberg, Henrik Smångs

Obránci: Jonas Andersson Junkka, Anders Eriksson, Johan Finnström, Mathias Pihlström, Daniel Tjärnqvist, Dick Tärnström, Mattias Öhlund

Útočníci: Per-Johan Axelsson, Daniel Back, Anders Burström, Johan Davidsson, Fredrik Johansson, Andreas Karlsson, Jesper Mattsson, Peter Nylander, Kristofer Ottosson, Peter Ström, Niklas Sundström, Per Svartvadet, Anders Söderberg.
 Finsko 
Brankáři: Miikka Kiprusoff, Jussi Markkanen

Obránci: Tommi Hämäläinen, Martti Järventie, Miska Kangasniemi, Jere Karalahti, Petri Kokko, Janne Niinimaa, Tommi Rajamäki, Kimmo Timonen

Útočníci: Antti Aalto, Miika Elomo, Niko Halttunen, Jani Hassinen, Mikko Helisten, Tommi Miettinen, Toni Mäkiaho, Veli-Pekka Nutikka, Timo Salonen, Tommi Sova, Jussi Tarvainen, Juha Vuorivirta.
 USA 
Brankáři: Doug Bonner, John Grahame

Obránci: Bryan Berard, Mike Crowley, Rory Fitzpatrick, Ashlin Halfnight, Chris Kelleher, Brian LaFleur, Deron Quint

Útočníci: Shawn Bates, Bates Battaglia, Reg Berg, Jason Bonsignore, Adam Deadmarsh, Mike Grier, Sean Haggerty, Kevin Hilton, Jamie Langerbrunner, Jeff Mitchell, Richard Park, Dan Tompkinks, Landon Wilson.
 Česko
Brankáři: Michal Mařík, Pavel Nešťák, náhradník Tomáš Vokoun

Obránci: Petr Buzek, Miloslav Gureň, Marek Malík, Angel Nikolov, František Ptáček, Pavel Trnka, Marek Židlický, Vlastimil Kroupa

Útočníci: Václav Varaďa, Tomáš Blažek, Petr Čajánek, Milan Hejduk, Jan Hlaváč, Ladislav Kohn, Jaroslav Kudrna, Josef Marha, Zdeněk Nedvěd, Václav Prospal, Petr Sýkora, Jan Hrdina.
 Německo 
Brankáři: Kai Fischer, Oliver Häusler, Stefan Lahn

Obránci: Lars Brüggemann, Marco Eltner, Torsten Fendt, Erich Goldmann, Stephan Retzer, Florian Schneider, Markus Wieland, Andreas Renz

Útočníci: Tino Boos, Hubert Buchwieser, Eric Dylla, Jochen Hecht, Stefan Mann, Florian Keller, Stefan Pape-Tillert, Matthias Sänger, Alexander Serikow, Marco Sturm, Sven Valenti, Martin Williams.
 Ukrajina 
Brankáři: Alexandr Fjodorov, Igor Karpenko

Obránci: Alexej Bernatskij, Igor Drifan, Jurij Ljaskovskij, Alexandr Muchanov, Vladislav Ševčenko, Igor Jankovič, Vitalij Tretjakov

Útočníci: Oleg Cikurov, Boris Čursin, Sergej Čubenko, Danilo Didkovskij, Alexandr Govorun, Alexej Lazarenko, Sergej Karnauch, Sergej Karčenko, Andrej Kurilko, Andrej Kuzminskij, Denis Lobanovskij, Dmitrij Moženko, Roman Salnikov.

## Turnajová ocenění
|                            | Brankář          | Obránce      | Obránce         | Útočníci     | Útočníci      | Útočníci     |
| -------------------------- | ---------------- | ------------ | --------------- | ------------ | ------------- | ------------ |
| Ceny direktoriátu IIHF     | Jevgenij Tarasov | Bryan McCabe | Bryan McCabe    | Marty Murray | Marty Murray  | Marty Murray |
| All-Star Tým (podle médií) | Igor Karpenko    | Bryan McCabe | Anders Eriksson | Marty Murray | Jason Allison | Éric Dazé    |

### Produktivita
| Hráč              | G | A  | Body |
| ----------------- | - | -- | ---- |
| Marty Murray      | 6 | 9  | 15   |
| Jason Allison     | 3 | 12 | 15   |
| Bryan McCabe      | 3 | 9  | 12   |
| Alexander Serikow | 2 | 9  | 11   |
| Éric Dazé         | 8 | 2  | 10   |

## Nižší skupiny

### B skupina
Šampionát B skupiny se odehrál ve Francii ve městech Caen, Rouen, Le Havre a Louviers, postup na MSJ 1996 si vybojovali Švýcaři a Slováci, nikdo nesestupoval.
1.  Švýcarsko

2.  Slovensko

3.  Polsko

4.  Francie

5.  Norsko

6.  Rakousko

7.  Japonsko

8.  Itálie

### Kvalifikace o C1 skupinu
Před samotným šampionátem C skupiny se odehrála kvalifikace v Minsku v Bělorusku. Vítěz dostal právo startovat ve skupině C1.
1.  Bělorusko 

2.  Kazachstán

3.  Slovinsko

### C1 skupina
Šampionát třetí úrovně, tentokrát s názvem C1, se odehrál v Puigcerdě ve Španělsku, postup do B skupiny MSJ 1996 si vybojovali Lotyši a Maďaři. Nikdo nesestoupil.
1.  Lotyšsko

2.  Maďarsko

3.  Dánsko

4.  Bělorusko

5.  Španělsko

6.  Rumunsko

7.  Nizozemsko

8.  Velká Británie

### C2 skupina
Hrála se poprvé i čtvrtá úroveň, nazvaná pro tento ročník C2. Turnaj se hrál v Tallinnu v Estonsku a postup do C skupiny MSJ 1996 si získali Kazaši a Slovinci.
1.  Kazachstán

2.  Slovinsko

3.  Estonsko

4.  Litva

5.  Chorvatsko

6.  Jugoslávie